# Potez 25
Le Potez 25 est un sesquiplan monomoteur d'observation et de bombardement français conçu en 1924 par la société des Aéroplanes Henry Potez.
Le prototype est assemblé en 1924 et présenté à la 9e Exposition internationale de l'aéronautique, au Grand Palais de Paris, du 5 au 21 décembre 1924.

## Conception

### Structure
La structure du Potez 25 reprend les principes appliqués au Potez 24 A2, en y apportant des modifications. La voilure agrandie comprend des longerons en spruce et contreplaqué, des nervures en contreplaqué ajouré et des haubans en duralumin. Le fuselage, de construction mixte bois et métal, est constitué de deux ensembles, le bâti-moteur et le fuselage. À l'avant, un capotage en aluminium favorise l'accès rapide au moteur par des trappes. Le bâti-moteur en duralumin permet l'installation de tout type de moteur et un démontage aisé. Le bâti est fixé par quatre boulons sur le premier cadre en métal du fuselage, doté d'une cloison pare-feu. Le réservoir est protégé. Le fuselage est formé d'une ossature en spruce, couverte de contreplaqué pour l'habitacle et à l'arrière, entoilée et renforcée par des croisillons de cordes à piano, à l'exception de la partie supérieure en contreplaqué. Les empennages sont en bois et entoilés. La position de l'empennage horizontal peut varier en vol, pour équilibrer l'avion selon les variations de charge et d'altitude. Le train d'atterrissage à roues indépendantes est en duralumin et d'entretien simplifié. La béquille arrière est orientable.

### Équipement
L'équipement de bord comprend un démarreur, un extincteur, un compas, un altimètre, un thermomètre, des compte-tours, une montre, un badin, un système de chauffage pour l'équipage et les armes, des inhalateurs et une installation radio en option. Des équipements photographiques peuvent être montés, identiques à ceux du Potez XV.

### Armement
L'armement permet de se défendre sur tous les secteurs. Une ou deux mitrailleuses sont montées à l'avant selon les missions. Une tourelle armée de deux mitrailleuses est manipulée par le passager et une mitrailleuse sous le fuselage est dirigée vers l'arrière. Un maximum de deux cent quarante kilogrammes de bombes est emporté sous les ailes et plusieurs variantes de lance-bombes ont été installées au cours de la carrière de l'avion.

## Essais et qualités
Cet avion apparaît dans le carnet de vol du pilote d'essai René Labouchère le 28 mars 1925, ce qui pourrait être la date du premier vol. L'avion est essayé par le STAé entre avril et mai 1925, peu de temps après le Potez 24 . Le prix de série est signalé comme inférieur à celui du Breguet 19. Les caractéristiques et la structure du Potez 25 le rapprochent des avions les plus performants de 1918. Il accepte tous les types de moteur de 370 à 600 ch, présente un entretien simplifié, intègre des dispositifs de sécurité (cloison pare-feu, réservoir protégé, empennage réglable, essieu à roues indépendantes) et un équipement de bord fourni. Son aérodynamique est épurée par l'adoption d'une aile à mâture simplifiée. Par ailleurs son coût est inférieur aux avions de classe comparable.
Un second prototype non armé est construit en parallèle du prototype d'essai. Il réalise plusieurs voyages à l'étranger, où le Potez 25 soulève l'intérêt. L'avion est pris en compte par l'Aéronautique militaire française à la suite des essais officiels.

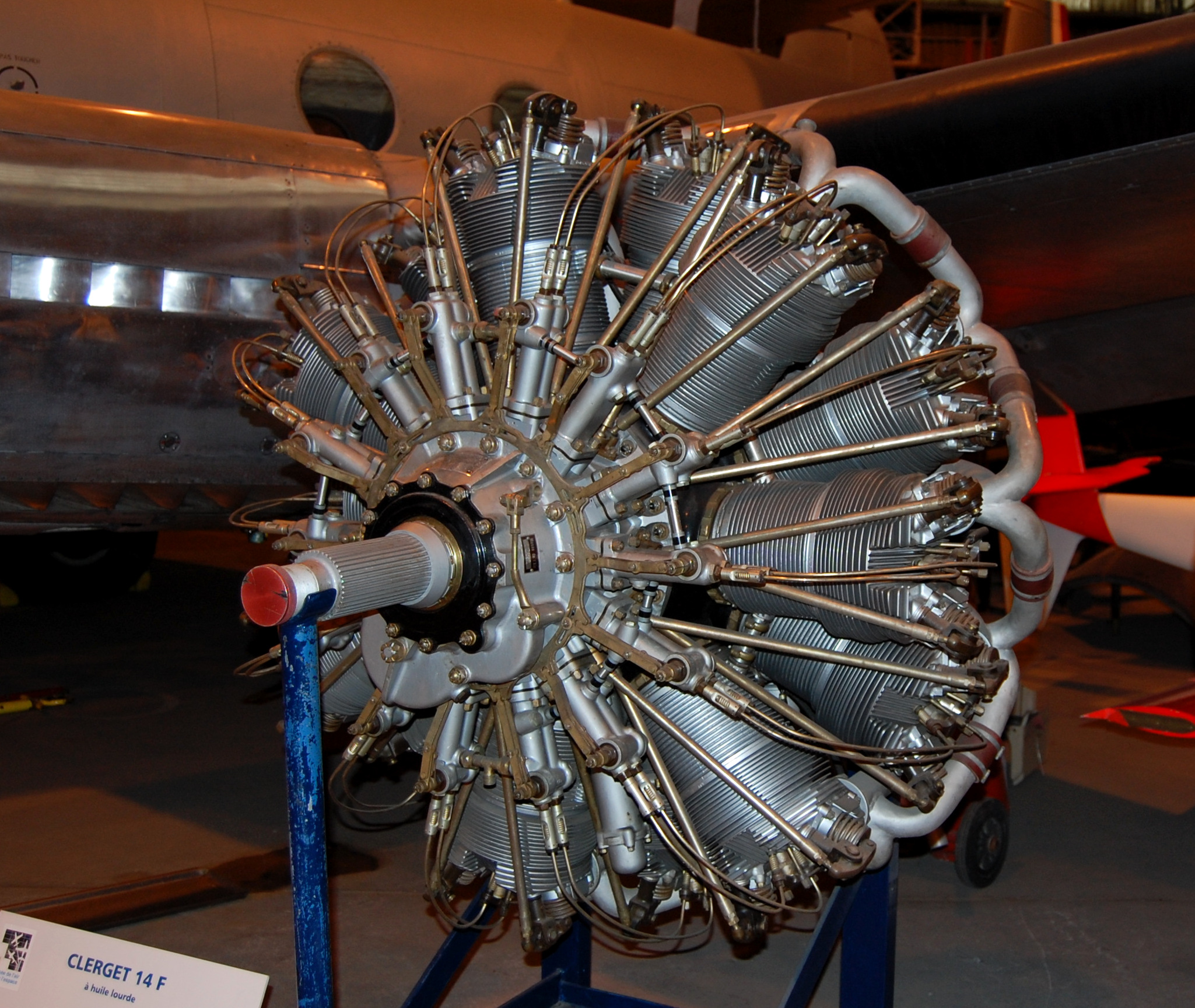
Un moteur Diesel Clerget 14 F

Le 16 décembre 1937, un Potez 25 équipé d'un moteur diesel Clerget 14 bat le record du monde d'altitude pour moteurs Diesel en montant en 37 minutes à 7 655 m.

## Production
La construction en série est menée par Potez dans l'usine de Méaulte, par plusieurs constructeurs français dont A.N.F. Les Mureaux, Farman, Hanriot, Loire, sous licence par quatre pays : la Pologne, le Portugal, la Roumanie et la Yougoslavie. On estime que plus de 3 600 exemplaires ont été fabriqués. Selon Henri Potez, 87 versions du Potez 25 ont été développées.

## Engagements

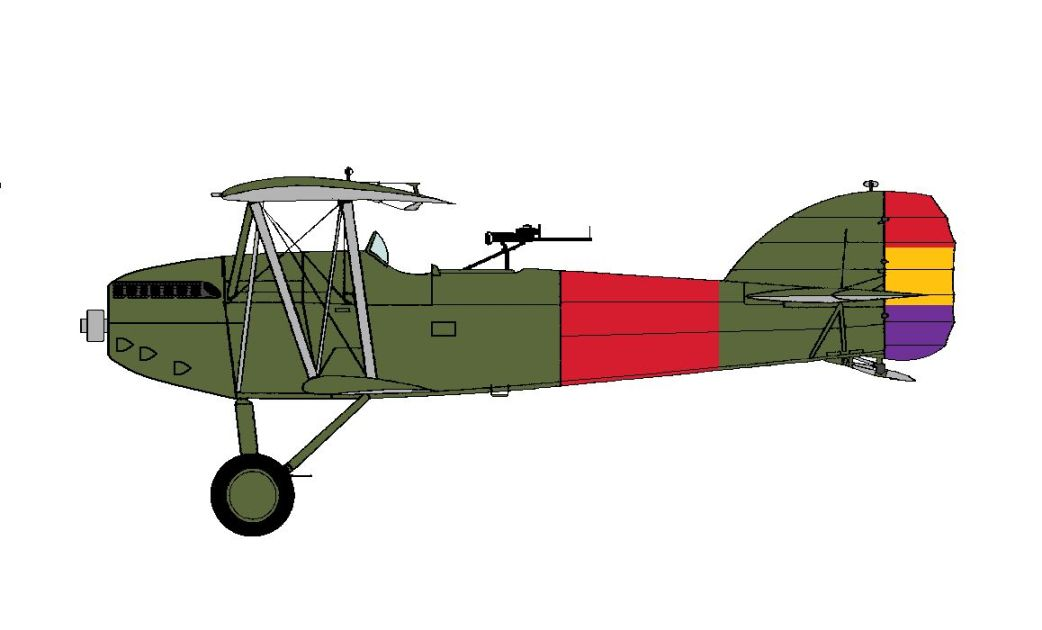
Potez 25 des Forces aériennes de la République espagnole.

Ce biplan a de nombreux emplois : observation d'artillerie, reconnaissance, bombardement, harcèlement, surveillance côtière, liaison, servitude, photographie aérienne, fret postal, raid et appareil d'essais. Il subit des transformations variées, devenant monoplan parasol pour la Roumanie, équipé de skis pour l'Estonie, de flotteurs en tant qu'hydravion, de réservoirs supplémentaires pour mener des raids ou doté de nombreux équipements supplémentaires pour opérer en autonomie dans le Sahara et les théâtres faiblement aménagés. Il participe aux débuts de la prospection archéologique aérienne.
On le retrouve dans un grand nombre d'opérations militaires. On peut citer les missions de police et de défense de l'empire colonial français dont la répression de la mutinerie de Yên Bái, la victoire de Ras Tafari Mekonnen, futur Haïlé Sélassié Ier, sur son rival Ras Gougsa Wellé en 1930, la conquête de la Mandchourie en 1931 par le Japon, le premier combat aérien sur le continent américain, en 1932 lors de la guerre du Chaco, la guerre d'Éthiopie en 1935 et la guerre d'Espagne en 1936. Au cours de la Seconde Guerre mondiale, l'avion est au combat en Somalie, en Grèce et en Albanie, en Yougoslavie, au service de l'Armée d'armistice française en Syrie, en Indochine et en Afrique avec les Forces françaises libres. Il soutient toujours l'armée française en Indochine en 1945 et en Syrie en 1946.
Il est utilisé par la Compagnie générale aéropostale puis Air France et vole aux mains de pilotes tels que Henri Guillaumet ou Jean Mermoz.
Il participe à de grands raids, dont la Croisière Noire aérienne de 1933, où trente Potez 25 TOE réalisent un trajet de 28 000 km en Afrique sous les ordres du général Joseph Vuillemin.
Son constructeur, Henry Potez, résume en quelques lignes les qualités et l'histoire du Potez 25 : « Cet avion a été assez bien réussi. Je crois que c'est l'appareil qui a été le plus construit pendant la période s'étendant entre les deux guerres. Les spotters d'aujourd'hui s'acharnent à connaître les différentes versions d'un type d'avion donné. Savent-ils que le Potez 25 a été construit à 4 000 exemplaires et en 87 variantes différentes ? Qu'il a été utilisé par de très nombreux pays étrangers dont certains l'ont construit sous licence ? Que sa version TOE (Théâtres des opérations extérieures) a volé en Indochine, à Madagascar, au Maroc, en Algérie, en A-OF, etc ? Que les équipages ont toujours été impressionnés par ses facilités de dépannage ? Lorsqu'on accrochait un bout d'aile au sol, on cassait autant de « plume » de l'autre côté et on continuait à voler ainsi jusqu'à toucher un centre de réparation, ce qui arrivait souvent beaucoup plus tard ? ».

## Variantes
Quatre-vingt-sept variantes sont mentionnées. Soixante-neuf versions numérotées (25.O et 25.1 à 25.68) et onze versions non numérotées (25.x) ont pu être recensées. Le descriptif des variantes 25.44, 25.63 à 25.66 et 25.68 est inconnu.
Les principaux types sont les A2 (observation d'artillerie), B2 (bombardement), A2B2 (reconnaissance/bombardement), TOE (Théâtres d'opérations extérieurs), monoplan à aile parasol, versions postales, de raids et hydravions.
Les Potez 26, 28, 29, 30, 31, 32 et 33 dérivent du Potez 25.
| Caractéristiques | A2             | A2            | TOE                                        | 25.42 hydravion.    |
| ---------------- | -------------- | ------------- | ------------------------------------------ | ------------------- |
| Nombre de places | 2              | 2             | 2                                          | 2                   |
| Motorisation     |                |               |                                            |                     |
| Type             | Salmson 18 Cmb | Renault 12 Kd | Lorraine-Dietrich 12 Eb                    | Gnome et Rhône 9 Ad |
| Puissance        | 500 ch         | 480 ch        | 450 ch                                     | 480 ch              |
| Réservoir        |                |               | réservoirs supplémentaires de 300 et 450 l |                     |
| Dimensions       |                |               |                                            |                     |
| Envergure        | 14,14 m        | 14,00 m       | 14,142 m                                   | 14,14 m             |
| Longueur         | 9,20 m         | 9,50 m        | 9,10 m                                     | 9,10 m              |
| Hauteur          | 3,55 m         | 3,50 m        | 3,67 m                                     | 3,67 m              |
| Surface alaire   | 47 m2          | 46 m2         | 47 m2                                      | 47 m2               |
| Masse            |                |               |                                            |                     |
| Masse à vide     | 1352 kg        | 1360 kg       | 1502 kg                                    | 1725 kg             |
| Charge utile     | 768 kg         | 790 kg        | 1056 kg                                    |                     |
| Masse en charge  | 2120 kg        | 2150 kg       | 2558 kg                                    | 2400                |
| Vitesse maximale | 225 km/h       | 226 km/h      | 208 km/h                                   | 202                 |
| Plafond          |                | 7200 m        | 5800 m                                     | 5200 m              |
| Rayon d'action   |                |               | 1260 km                                    | 750 km              |

## Moteurs

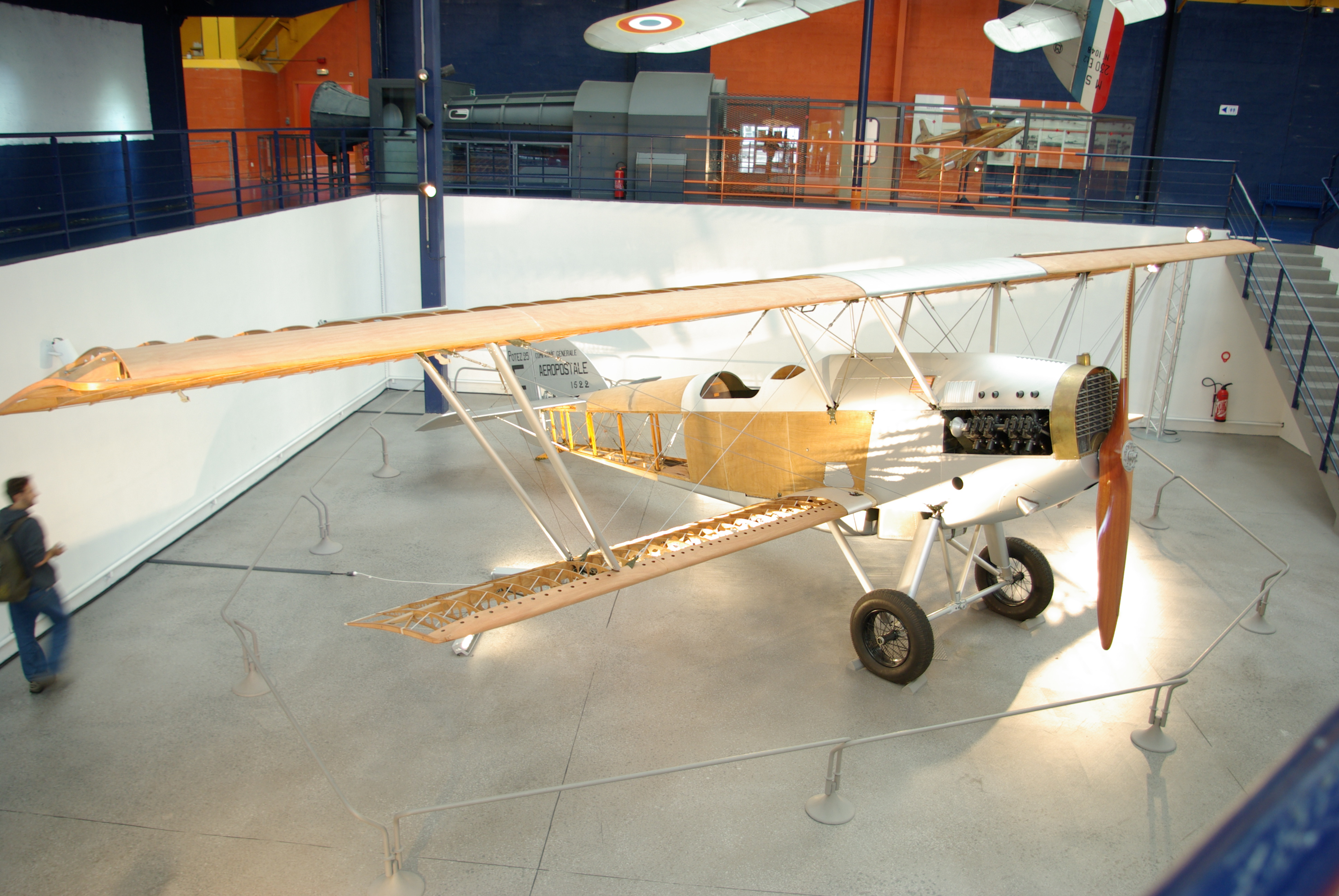
Potez 25 TOE écorché exposé au Musée de l'air et de l'espace du Bourget.

De nombreux types de moteurs ont été montés sur le Potez 25, dont 27 modèles sont recensés :
- Motorisation initiale

| Société           | type et puissance                                                              |
| ----------------- | ------------------------------------------------------------------------------ |
| Clerget           | 14 E, 450 ch ; 14 F, 500 ch                                                    |
| Gnome et Rhône    | 9 Ab, 480 ch ; 9 Abx, 460 ch ; 9 Ac, 420 ch ; 9 Ad ; 14 NC (Clerget)           |
| Lorraine-Dietrich | 12 Eb, 450 ch ; 12 Ed ; 12 Fa, 600 ch                                          |
| Hispano-Suiza     | 12 Ga, 500 ch ; 12 Gb, 500 ch ; 12 Hb, 500 ch ; 12 Jb, 450 ch                  |
| Farman            | 12 We, 500 ch ; 12 Wkrsc, 600 ch                                               |
| Panhard           | VK 12 L, 500 ch                                                                |
| Renault           | 12 Ja, 460 ch ; 12 Kd, 480 ch ; 12 Kg, 600 ch ; 12 Jc, 570 ch ; 18 Jbr, 700 ch |
| Rolls-Royce       | Eagle IX, 370 ch                                                               |
| Salmson           | 18 Ab, 500 ch ; 18 CMb, 520 ch                                                 |

- Remotorisation

| Société                       | type et puissance                          |
| ----------------------------- | ------------------------------------------ |
| PZL-Bristol Aeroplane Company | Jupiter VIIF, 490 ch                       |
| Saurer                        | Jupiter VI (licence Gnome & Rhône), 460 ch |

## Utilisateurs
Cet avion est employé par les forces militaires, les structures gouvernementales et les opérateurs civils de 22 pays. Le moteur le plus courant est le Lorraine-Dietrich 12 Eb. Les variantes sont signalées dans la description qui suit.

### France

#### Entre-deux-Guerres

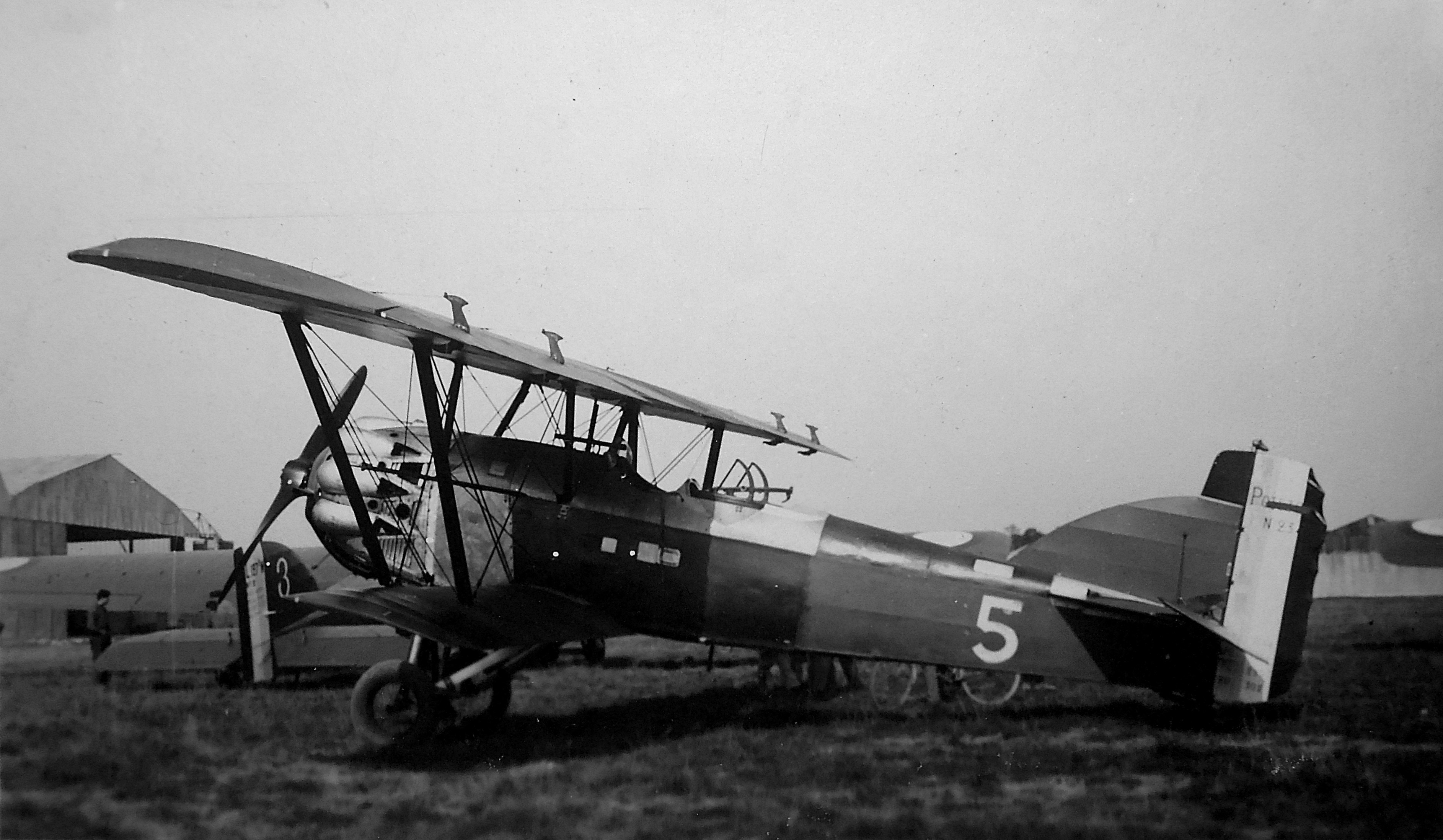
Potez 25 A2 (Salmson).

Le Potez 25 est pris en compte par les forces armées françaises à hauteur de 2 401 exemplaires. La variante A2 équipe l'Aéronautique militaire à partir de 1925 et plus tardivement l'Aéronautique navale. Les variantes TOE pour l'Afrique et A2 tropicale pour l'Indochine sont mises en service en 1928, en remplacement des Breguet XIV.

##### République française
- Aéronautique militaire : 25.8, version A2, Farman 12 We série ; 25.10, version A2, série ; 25.11, Gnome et Rhône 9 Ab, reprise du 25.3 en petite série ; 25.12 version A2, Salmson 18 CMb ; 25.14, envergure agrandie ; 25.44 version A2, Renault 12 Jb, 70 exemplaires ; 25.52, à réservoir de 410 l, avion du général Joseph-Édouard Barès, chef d'état-major et inspecteur général de l'armée de l'air[8] ; 25.57, Salmson 18 Ab, construit en série.
- Armée de l'air : 25.41, Renault 12 Kg, 20 exemplaires ; 25.x, Renault 12 Jc, 20 exemplaires.
- Aéronautique maritime puis Aéronautique navale : 25.14, version A2 à envergure agrandie.
- Colonies : 25.17, projet d'avion colonial à réservoir agrandi ; 25.31, version TOE[9], réservoir de 750 l, radiateur supplémentaire sous le moteur, réservoir d'eau, matériel de campement, roue de secours et groupe électrogène ; 25.35, version A2, réservoir de 800 l, radiateur supplémentaire sous le moteur et équipement TOE, probablement destiné à l'Indochine.
- Gouvernement français : 25.47, Hispano-Suiza 12 Lb, version VIP pour l'escadrille ministérielle, 1 exemplaire.

###### Métropole
- Les missions effectuées par cet avion à sa mise en service dans l'Aéronautique militaire concerne l'observation pour l'artillerie, la reconnaissance et le bombardement léger. De nombreux Régiments Aériens d'Observation (RAO) puis Groupes Aériens d'Observation (GAO) en France sont pourvues de Potez A2 et TOE dont ceux de Dijon, Tours et Marignane[10].

Le rôle du Potez 25 évolue vers l'entraînement, les liaisons et les servitudes avec l'apparition d'avions plus modernes. Certains GAO alignent toujours cet appareil à la veille de la Seconde Guerre mondiale.
- Les exemplaires affectés à l'Aéronautique navale sont utilisés pour les servitudes, le remorquage de manche et les liaisons entre les écoles de pilotage. Ils sont en poste à Berre, Hyères, Hourtin, Rochefort, Saint-Raphaël, Bizerte en Tunisie et Port-Lyautey au Maroc[13].

###### Empire colonial et mandats
- Indochine française: les appareils délivrés en 1928 en Indochine commencent leur activité par des liaisons postales entre les villes principales[14]. Quelques-uns sont transformés en hydravions par l'adjonction de deux flotteurs[15]. Lors de la Mutinerie de Yên Bái en 1930, cinq avions larguent 420 kg de bombes sur l'agglomération de Cổ Am et mitraillent des colonnes rebelles [16].
- Liban et Syrie : Un régiment aérien d'observation est créé au Liban à Rayak en 1923 et transformé vers 1930/1932 sur Potez TOE[17].
- Afrique française du Nord (AFN): L'aviation d'Afrique française du Nord possède cinq à six escadrilles équipées de Potez TOE dont certaines formations effectuent de la surveillance côtière[18],[19],[20].
  - Protectorat français dans l'Empire chérifien

Les Potez TOE sont employés durant la pacification du Maroc, entre 1932 et 1934 . Les escadrilles s'illustrent lors de la dernière action de cette période, la campagne de l’Anti-Atlas, du 20 février au 10 mars 1934, en étant intégrées à une manœuvre inter-armes combinant des troupes motorisées, des blindés et l'aviation dans des raids de débordement de plus de 200 kilomètres sur les arrières ennemis.
- Afrique-Occidentale française (AOF) : Trois escadrilles aériennes sont présentes à Bamako (1924), Dakar-Thiès (1929) et Gao (1932). Elles sont équipées partiellement de Potez 25 A2 en 1930 puis intégralement de Potez TOE en 1932. Ces avions mènent à partir de 1930 des missions de recherche d'itinéraire, de reconnaissance, de surveillance des conflits et d'attaque de Rezzou dans le Sahara[22]. Des missions d'exploration, la création des bases de Birkou (Niger), Faya-Largeau (Tchad) et l'établissement de terrains de secours sont réalisés lors des tensions sur le territoire du Tibesti jouxtant la Libye italienne, entre 1938 et 1940[23]. Le dernier Potez 25 en service dans l'armée de l'air est retiré du service après une colision au sol avec un Avro Anson à Bamako le 5 octobre 1946[24].
- Afrique-Équatoriale française (AEF) : Des sections aériennes sont installées à Bangui (République centrafricaine) en 1930 puis à Fort-Lamy (actuellement, N'Djaména, Tchad) en 1932, et équipées en partie de Potez TOE [25]. Elles effectuent des surveillances d'itinéraire, du transport de fret, des évacuations sanitaires et de la cartographie.
- Djibouti : Une section de Potez TOE est implantée à Djibouti, l'escadrille de la Côte française des Somalis (CFS), constituée le 1er avril 1933 par détachement d'une partie du 39e régiment d’aviation implanté au Levant. Jusqu'en 1939, seuls dix Potez TOE 25 y sont affectés [26].
- Colonie de Madagascar et dépendances : Une escadrille est installée en janvier 1931 à Madagascar et récupère 5 Potez TOE en 1933[27],[28].
- Lors de la « Croisière Noire », en 1933, vingt-huit Potez 25 TOE aux ordres du général Vuillemin effectuent un total de 28 000 km à travers l'Afrique. Le trajet est effectué par trois groupes d'avions. Il comprend un départ d'Istres, la traversée du Sahara, puis un aller de Dakar à Bangui et un retour vers le Bourget[29].
- L'archéologue Antoine Poidebard[30] élabore à partir de 1925 une méthode de détection des vestiges archéologiques, dérivée des procédures de prises de vue aériennes utilisées durant la Grande Guerre. Il utilise principalement les Potez TOE stationnés en Syrie. Il décèle les ports phéniciens de Tyr, de Sidon et les vestiges anciens disséminés autour de l'oasis de Palmyre[31].

##### Compagnies et opérateurs privés

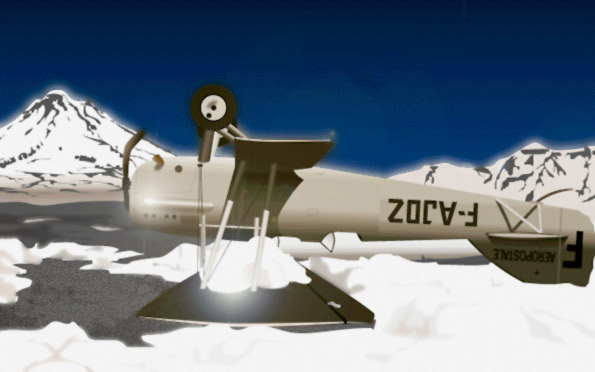
Le Potez 25 d'Henri Guillaumet tel qu'il fut retrouvé après son accident dans les Andes.

- Potez : 25.O, Gnome & Rhône 9d, avion de raid, ex A1 et A2, réservoirs enveloppants ; 25.1, Potez 25 no 1, Lorraine 12 Eb ; 25.2, Potez 25 A2 ; 25.3, Gnome & Rhône 9 Ab ; 25.4, version Grand Raid, Renault 12 Ja ; 25.7, version de raid, Renault 12 Ja ; 25.21, Lorraine-Dietrich 12 Ed, projet de version à turbo-compresseur ; 25.22, Lorraine-Dietrich 12 Ed, version de raid, vers l'URSS et l'Indochine ; 25.23, Salmson 18 CMb, version de raid du 25.12 ; 25.22, projet de version A2 du 25.22 ; 25.32, projet de version B2 de bombardement ; 25.42 : version A2, Gnome & Rhône 9, 2 prototypes d'hydravion ; 25.45, projet de version A2 à moteur Hispano-Suiza 12 Gb pour la France, non produit ;25.46, projet de version A2 pour la Bulgarie ; 25.50, projet de version A2 proposée à l'Aéronautique navale ; 25.51, projet de version A2 proposée à la Finlande puis 25.16 équipé de lance-bombes Vickers ; 25.54, projet de version B2 ; 25.58, projet pour l'exportation d'une version A2 à réservoir de 800 l ; 25.59, projet de version A2 pour l'Iran ; 25.60, version A2 présentée à la Chine ; projet de version hydravion du 25.61 pour le Brésil ; 25.x, version expérimentale à moteur Renault 18 Jbr ;25.x, version expérimentale à moteur Panhard VK 12 L ; 25.x, version expérimentale à moteur Clerget 14 E puis 14 F ; 25.x, version expérimentale d'essai au sol à moteur Gnome & Rhône 14 NC.
- Compagnie générale aéropostale : 25.55, 2 ex- A2 et 3 ex-TOE sont modifiés. Ces avions sont appréciés pour leurs qualités ascensionnelles[32],[33].

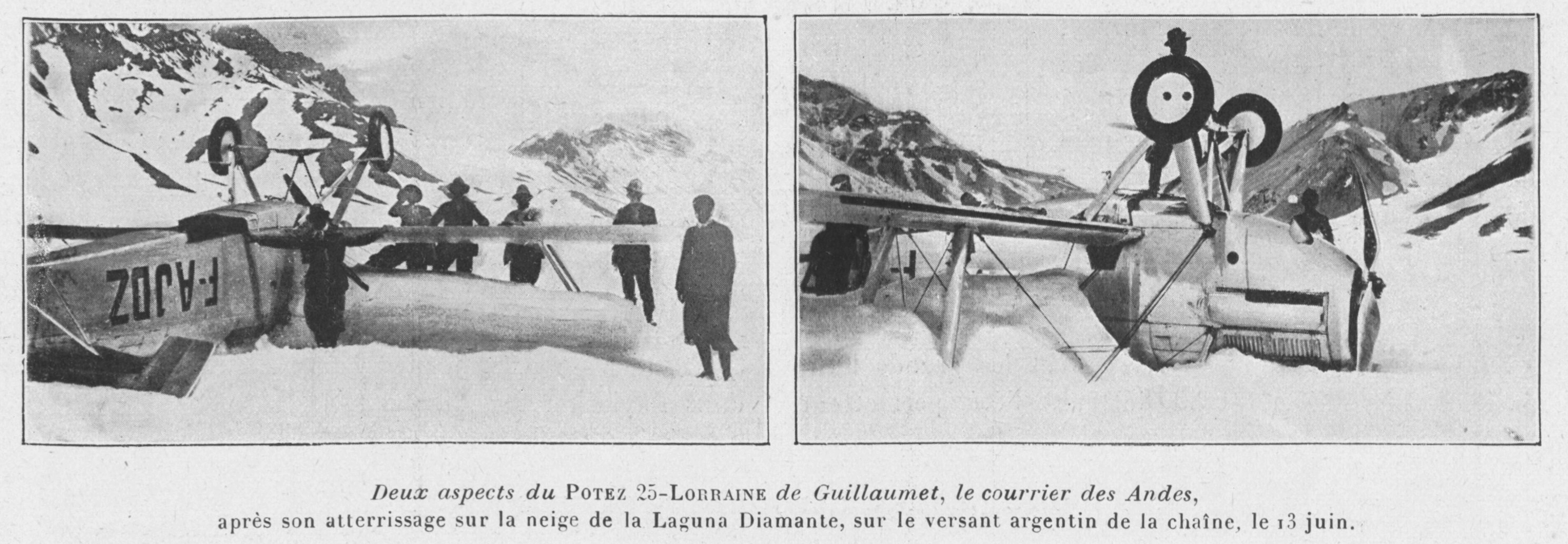
Le Potez 25-Lorraine d'Henri Guillaumet retourné dans les Andes.

C'est à bord d'un appareil de ce type qu'Henri Guillaumet, en juin 1930, au cours d'un vol de l'Aéropostale, est victime d'un accident lors d'une traversée des Andes. Il a survécu au terme d'une incroyable marche forcée : on le retrouve après une semaine de recherches.
- Air France : la SCELA (Société Centrale pour l'Exploitation des Lignes Aériennes), future Air France, rachète l'Aéropostale et ses avions. Le Potez 25 est maintenu en service jusqu'en 1936[34],[35]
- L'École Caudron, localisée à Ambérieu-en-Bugey[36],[37] récupère de 1932 à 1936 treize Potez en version A2 et 25.55[38].
- La Compagnie française d'aviation[39] acquiert de 1932 à 1936 dix-sept Potez 25 en version A2, 25.3 et 25.55[40] qu'elle utilise dans son centre de formation d'Angers[41].
- L'École de pilotage Hanriot, située à Bourges[42] obtient de 1933 à 1936 quinze Potez 25.55[43].
- Opérateur privé : version expérimentale A2 cédé comme « grand tourisme » à M. Outherin-Chalandre en 1930[44], à moteur Lorraine 12 Fa, revendu et transformé en 25.55.

#### Seconde Guerre mondiale

##### De la Drôle de guerre à l'armistice

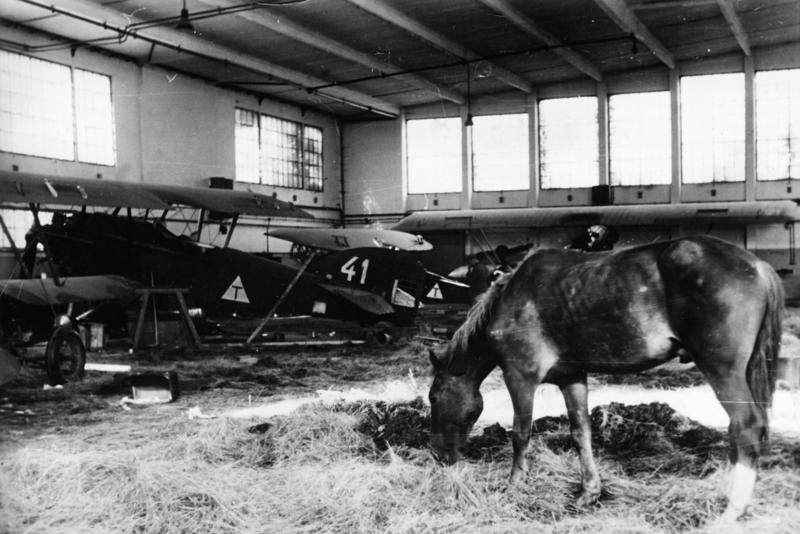
Potez 25 à Varsovie le 5 octobre 1939

Le 16 août 1939, l'armée de l'air met en ligne 475 exemplaires en métropole et 327 dans les territoires extérieurs. Les missions de combats sont interdites sur cet appareil le 21 septembre 1939 par le commandant du groupe d'armées terrestres no 2. Des groupes aériens d’observation (GAO) en sont toutefois toujours partiellement équipés en mai 1940.
Les Potez TOE mènent en juin 1940 des missions de reconnaissance en Éthiopie et en Somalie et bombardent le poste italien de Dewele, en appui aux anglais établis en Somalie britannique.

##### Vichy et les Forces françaises libres
L'appareil est utilisé par l'Armée de l'air de Vichy et les Forces aériennes françaises libres, parfois l'une contre l'autre.
- Armée de Vichy :

Trente Potez TOE sont en état de vol en Indochine durant la guerre franco-thaïlandaise en 1941. Ils effectuent des missions de reconnaissance et d'appui au sol et certains sont détruits au sol par les thaïlandais. Des appareils dégagent le 17 janvier 1941 le poste de Samoony complètement encerclé .
Lors de la Campagne de Syrie (1941) , selon l'état-major, trente appareils sont alignés. Ils réalisent des missions de harcèlement et d'attaque nocturne. Sept sont détruits au sol, le solde étant abandonné au retrait de Syrie.
On retrouve des Potez TOE lors de la bataille de Madagascar en mai 1942, utilisés dans un rôle de liaison et d'évacuation sanitaire,.
- Forces aériennes françaises libres (FAFL) :

Trois groupes aériens sont créés en 1940, le Détachement du Gabon et du Moyen-Congo (Pointe-Noire, 5 Potez 25), le Détachement air du Cameroun (27 aout 1940, Douala, quelques Potez 25) et le Détachement permanent des forces aériennes du Tchad (Fort Lamy, août 1940, 2 potez 25).
Lors de la Campagne du Gabon (octobre à novembre 1940), des Potez bombardent à plusieurs reprises la Ville de Lambaréné et sont pris à partie par des Martin Maryland de l'Armée de Vichy, qu'ils réussissent à endommager.
Les FAFL sont réorganisées en septembre 1941. Le Groupe de chasse Alsace est constitué en septembre 1941 et prend possession de 8 Potez TOE dans un rôle utilitaire. L'une des escadrilles du Groupe Picardie est armée de Potez TOE. Elle réalise des missions de surveillance côtière et de patrouille désertique en Syrie.
Des exemplaires sont toujours utilisés comme avions de formation par les troupes françaises après le débarquement en Afrique du Nord.

#### Après-guerre
Trois appareils volaient toujours en Indochine à la mi-1945 et d'autres en Syrie en 1946.

### Afghanistan
- Armée afghane : deux Potez 25 A2 à moteur Lorraine-Dietrich sont offerts en 1928 au royaume d'Afghanistan par le gouvernement français, sous le règne d'Amanullah Khan[61].

### Reichallemand
- Luftwaffe : une centaine d'appareils sont récupérés par les forces militaires allemandes après l'invasion de la Pologne en septembre 1939[62].

### Argentine
- Aeroposta Argentina : la Compagnie générale aéropostale puis Air France cède de 1929 à 1936 ses Potez 25 à Aeroposta Argentina. Un exemplaire aurait été en service jusqu'en 1967[32].

### Brésil
- 25.30 : version A2B2, Renault 12 Kd, 6 exemplaires.
- 25.61 : version A2B2, avec réservoir de 500 l, 18 exemplaires.

Un Potez de la force aérienne brésilienne fut abattu par un autre des forces constitutionnalistes lors de la révolution constitutionnaliste le 8 aout 1932.

### République de Chine
- 25.34 : version A2B2, destinée à la Mandchourie, 25 exemplaires.
- 25.40 : version A2, Hispano-Suiza 12 Hb, 2 exemplaires, destinés au Sechouan.
- 25.48 : version A2, Rolls-Royce Eagle IX, 1 prototype.

Ces avions sont saisis lors de la capture par surprise de la base aérienne de Mukden le 19 septembre 1931, une action du 29e régiment de la 2e divisionde l'armée japonaise.

### République espagnole
- 25.5 : version A2, Hispano-Suiza 12 Jb, 1 exemplaire.
- 25.9 : Hispano-Suiza 12 Ga, 1 prototype.

L'envoi d'une vingtaine de Potez 25 déstockés est annulé à la suite d'un campagne de presse de l'Action française en juillet 1936. Toutefois, huit avions sont en ligne dans l'armée républicaine à l'automne 1936.

### Estonie
- 25.13 : version A2, Gnome & Rhône 9 Ac, 4 exemplaires.
- 25.25 : version A2, Gnome & Rhône 9 Ad, 5 exemplaires, skis amovibles.

### Empire d'Éthiopie
- 25.53 : version A2 vendue comme avion postal sans armement, 3 exemplaires.
- 25.x : version A2, Hispano-Suiza 12Jb, 3 exemplaires.

L'Empire d'Éthiopie était sous un régime de contrôle exercé par la France, le Royaume-Uni et l'Italie au nom de la Société des Nations et chargés de faire respecter les Conventions de Saint-Germain-en-Laye (1919) et de Genève (1925). Ces dernières comportent des clauses restreignant le commerce des armes. Les 25.53 sont livrés en dehors de tout contact avec les services officiels français, par le biais d'une compagnie allemande sous pavillon belge. La réception est effectuée par M. Maillet, ancien pilote au STaé. Ce dernier convainc Ras Tafari Mekonnen, futur Hailé Sélassié Ier, de commander trois autres Potez, équipés de moteurs Hispano-Suiza, à la suite d'une intervention du représentant local de cette firme auprès de Potez.
Ces avions sont employés pendant la campagne militaire et la victoire de la plaine d'Anchem menées par Ras Tafari Mekonnen, futur Hailé Sélassié Ier, contre son rival Ras Gougsa Wellé le 31 mars 1930. Ils mènent des missions de reconnaissance sur la frontière avec l'Érythrée, lors des préparatifs de la campagne d'Abyssinie en octobre 1935 et de transport de courrier militaire sous le feu des avions italiens et sont détruits, avec les cinq autres avions éthiopiens, au sol dans les premiers jours de l'invasion italienne par la Regia Aeronautica.

### Finlande
- 25.16 : Gnome & Rhône 9 Ab, 1 exemplaire.

### Royaume de Grèce
- 25.x : version A2, Hispano-Suiza 12 Jb, 30 exemplaires.

Un appareil est abattu par la défense anti-aérienne à la frontière le 14 novembre 1940, un autre par le 154e Groupe de chasse italien lors d'une reconnaissance le 21 décembre 1940. Des Potez du 4e squadron mènent des reconnaissances, mitraillages et bombardements sur l'Albanie le 30 décembre 1940,.

### Guatemala
- 25.49 : version A2, 5 exemplaires.

### Empire du Japon
- 25.6 : bombardier, 1 exemplaire.
- 25.34 : version A2B2, exemplaires capturés en Mandchourie (voir Chine).
- 25.x : version modifiée du 25.4, avec compresseur pour la haute altitude et possibilité de monter un canon, Farman 12 Wkrsc, 3 exemplaires.
- 25.x : version expérimentale, Clerget 14 F, 2 exemplaires.

### Paraguay
- 25.33 : version A2B2 dérivée du 25.17, réservoir de 410 l et radiateur supplémentaire.

Cette version est employée lors de la guerre du Chaco par la Fuerza Aérea Paraguaya. Douze opérations de bombardements sont menés sur Boqueron du 9 au 29 septembre 1932 sous l'escorte de chasseurs Wibault CL73s. Des missions de réglage d'artillerie sont effectuées grâce à l'équipement radio présent sur ces avions. Un Potez est accroché par un Vickers Vespa (en) bolivien le 28 septembre 1932 mais peut retourner sur sa base. Le pilote bolivien Rafael Pabón (es) abat un Potez 25.33 au cours du premier combat aérien sur le continent américain, le 4 décembre 1932. Un exemplaire entre en collision avec deux Breguet 19 boliviens. Quatre appareils escortés par des chasseurs Fiat CR.20bis lancent le 8 juillet 1934 une attaque sur la base de Ballivian. Ils l'endommagent lourdement, détruisent quatre avions Curtiss et en abîment d'autres. Quatre Potez 25.33 sont détruits et un seul est encore en état de vol à la fin de la guerre.

### Pologne
- 25.15 : reprise du 25.14, 10 exemplaires.
- 25.16 : Gnome & Rhône 9 Ab, un exemplaire vendu à la Finlande.

Trois cents appareils ont été produits sous licence, 250 A2 et 50 B2. Les moteurs Lorraine-Dietrich usés ont été remplacés par des PZL-Bristol Jupiter VIIF.

### Portugal
- 25.24 : conçu avec un réservoir de 1 200 l pour traverser l'océan Atlantique, ce qui ne fut pas réalisé ; 1 exemplaire.
- 25.37 : version A2, Gnome & Rhône 9 Ab, 8 ex-Potez et 7 ex-OGMA.

Vingt-sept appareils sont produits sous licence par OGMA.

### Royaume de Roumanie
- 25.19 : dérivé de la version 25.14.
- 25.36 : transformable en monoplan parasol, Hispano-Suiza 12 Hb, 13 exemplaires.

Deux cent cinquante appareils sont produits sous licence.

### Royaume de Yougoslavie
- 25.18 : version A2B2, Hispano-Suiza 12 Jb, pour la Serbie.
- 25.20 : version A2, 10 exemplaires.
- 25.27 : version A2, Gnome & Rhône 9 Ad, 220 exemplaires construits par Ikarus.

Des résistants yougoslaves bombardent les villes de Zagreb, Dubica, Kostjnica, Dvor et Bosanski avec des Potez 25 capturés aux forces croates,. Des appareils étaient toujours en service en Croatie à la fin de la Seconde Guerre mondiale.

### Suisse
La Suisse emploie des Potez 25 A2 de 1927 à 1940 dans ses forces aériennes. Le train d'atterrissage se prêtant bien au montage de skis est un avantage. Une tentative d'utilisation en remorqueurs de cibles est abandonnée à cause de l'arrière du fuselage trop faible pour supporter les efforts de traction. 
- 25.28 : version A2, Gnome & Rhône 9 Ab, remplacé partiellement par un Saurer Jupiter VI (licence G & R), 6 exemplaires[6].
- 25.29 : version A2, Hispano-Suiza 12 Gb de 500 ch, 5 exemplaires[6].
- entre 25.63 et 70 (sauf 25.67) : version A2, Gnome & Rhône Jupiter 9 Abx, 6 exemplaires.

### Turquie
- Armée de l'air turque : version A2, 1 exemplaire en service de 1928 à 1935[78].

### Uruguay
- 25.38 : version A2B2, 2 exemplaires.
- 25.56 : version TOE, 7 exemplaires.
- 25.x : version A2 à moteur Hispano-Suiza 12 Gb, 1 exemplaire.

### Union soviétique
- 25.39 : version A2B2, Gnome & Rhône 9 Ab, 2 exemplaires.

### Photographies
- Aeroscope, montage d'un Potez 25 [lire en ligne]

- Avia france
  - Bruno Parmentier, Potez 25 GR, aviafrance, 2007 [lire en ligne]
  - Bruno Parmentier, Potez 25.12, aviafrance, 2008 [lire en ligne]
  - Bruno Parmentier, Potez 25.8, aviafrance, 2011 [lire en ligne]
  - Bruno Parmentier, Potez 25.23, aviafrance, 2008 [lire en ligne]
  - Bruno Parmentier, Potez 25.44, aviafrance, 2008 [lire en ligne]
  - Bruno Parmentier, Potez 25.47, aviafrance, 2012 [lire en ligne]
  - Bruno Parmentier, Potez 25 TOE, aviafrance, 2003 [lire en ligne]

- Aviastar [lire en ligne]

- Las maquinas de la guerra (sauvegardé) [lire en ligne]

- Traditions-air.fr, voir à Avions, Potez 25 [lire en ligne]

- Warbirdsresource [lire en ligne]

- Le Journal de l'Aérophile [lire en ligne]

### Films
- INA, Il y a trente ans, Mermoz..., 13 décembre 1966. Émission Les Actualités Françaises, à 0 min 47 s -

- INA, 60 ans Aéropostale, 26 août 1979, Antenne 2. Interview de Jean MACAIGNE, vétéran de l'Aéropostale, à l'occasion des 60 ans de l'Aéropostale, à 1 min 36 s -

- Fragment du film "Dos Destinos", 1936, Pilotoviejo (Potez 25 Aeronáutica Militar Uruguaya) -

### Descriptif technique
- Aircraft Drawing, plans du Potez 25 [lire en ligne]

- Descriptif du Potez TOE : p. 125-132 [lire en ligne]

### Reconstructions
- Les casques de cuir, restauration d'un Potez 25 récupéré en Afghanistan : [lire en ligne]

- Construction d'une réplique de Potez 25 : l'Association de Sauvegarde du Patrimoine POTEZ 25 se proposait en 2007 de reconstruire un exemplaire de cet appareil pour le Musée de l'air et de l'espace, sur la commune Le Bourget[79]. À la suite de divers problèmes, le Musée de l'Air et de l'Espace a repris l'assemblage de l'appareil, exposé en cours de construction sur les Champs-Élysées [lire en ligne].
  - Reportage photographique détaillé, Aviation Chalonnais Archives : Construction d'une réplique d'un Potez 25 par M. Flora [lire en ligne]